# Nohra (Grammetal)
Nohra – dzielnica (Ortsteil) gminy Grammetal  w Niemczech, w kraju związkowym Turyngia, w powiecie Weimarer Land. Do 30 grudnia 2019 samodzielna gmina wchodząca w skład wspólnoty administracyjnej Grammetal. Obok miejscowości znajdowało się lotnisko wojskowe, wykorzystywane do 1945 r. przez Luftwaffe, a później przez Armię Radziecką.